# Akademia Wojsk Lądowych im. gen. Tadeusza Kościuszki
Akademia Wojsk Lądowych im. gen. Tadeusza Kościuszki – wojskowa-publiczna uczelnia akademicka, posiadającą osobowość prawną, nadzorowana przez Ministra Obrony Narodowej. Akademia kształci studentów na studiach wojskowych oraz cywilnych, a także prowadzi doktorantów i nadaje stopnie naukowe doktora. Ponadto Akademia jest jednostką wojskową w rozumieniu Ustawy z dnia 21 listopada 1967 roku o powszechnym obowiązku obrony Rzeczypospolitej Polskiej i realizuje zadania związane z obronnością. Akademia działa na podstawie Ustawy z dnia 20 lipca 2018 roku Prawo o szkolnictwie wyższym i nauce.

## Formowanie jednostki i zmiany organizacyjne
Poprzedniczka Akademii Wojsk Lądowych – Wyższa Szkoła Oficerska Wojsk Lądowych imienia generała Tadeusza Kościuszki, która była uczelnią zawodową swoją nazwę otrzymała 30 czerwca 2010 roku na mocy Rozporządzenia Rady Ministrów. Swój rodowód wywiodła z Wyższej Szkoły Oficerskiej Wojsk Lądowych we Wrocławiu, która powstała 1 października 2002 roku, (od 27 sierpnia 2003 roku imienia generała Tadeusza Kościuszki), na bazie Wyższej Szkoły Oficerskiej im. Tadeusza Kościuszki mocą Rozporządzenia Rady Ministrów z dnia 7 czerwca 1994 roku i w wyniku przejęcia kształcenia z dniem 30 września 2002 roku po zniesionej Rozporządzeniem Rady Ministrów z dnia 18 grudnia 2001 roku Wyższej Szkole Oficerskiej im. Stefana Czarnieckiego w Poznaniu oraz Wyższej Szkole Oficerskiej im. J. Bema w Toruniu. 

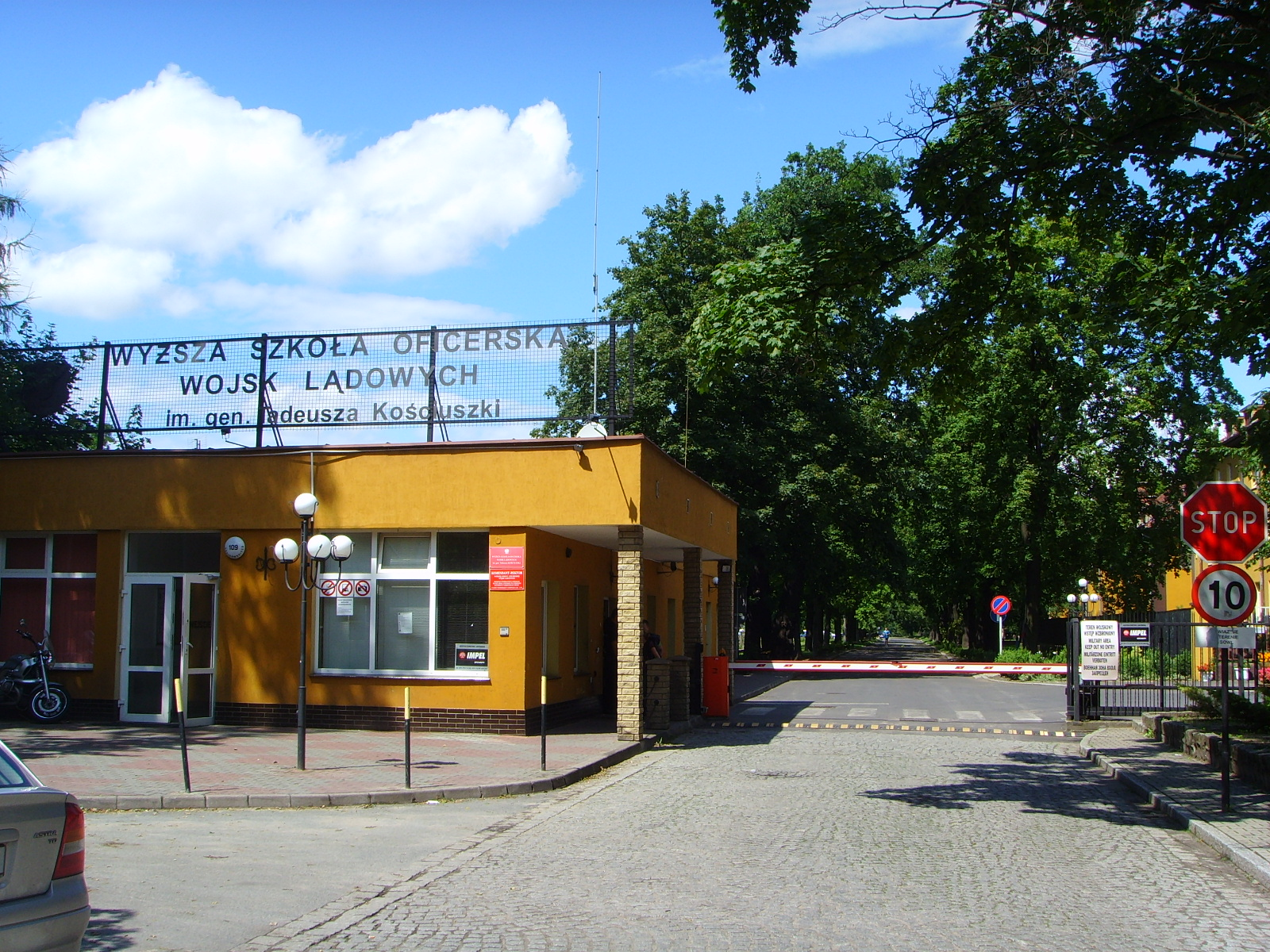
WSOWL im. Tadeusza Kościuszki

Rozporządzenie Rady Ministrów z dnia 7 czerwca 1994 roku sankcjonowało utworzenie z dniem 1 października 1994 roku Wyższej Szkoły Oficerskiej im. Tadeusza Kościuszki przez połączenie Wyższej Szkoły Oficerskiej Wojsk Zmechanizowanych im. Tadeusza Kościuszki z Wyższą Szkołą Oficerską Inżynierii Wojskowej im. gen. Jakuba Jasińskiego. Natomiast Wyższa Szkoła Oficerska Inżynierii Wojskowej im. gen. Jakuba Jasińskiego powstała przez połączenie Wyższej Szkoły Oficerskiej Wojsk Inżynieryjnych im. gen. Jakuba Jasińskiego z Wyższą Szkołą Oficerską Wojsk Chemicznych im. Stanisława Ziaji. Podstawą prawną połączenia tych uczelni było Rozporządzenie Rady Ministrów z dnia 21 maja 1990 roku w sprawie utworzenia Akademii Obrony Narodowej i Wyższej Szkoły Oficerskiej Inżynierii Wojskowej. 
Na podstawie Rozporządzenia Rady Ministrów z dnia 7 czerwca 1994 roku nastąpiło przekształcenie Wyższej Szkoły Oficerskiej Służb Kwatermistrzowskich im. Mariana Buczka i Centrum Szkolenia Wojsk Lądowych w Wyższą Szkołę Oficerską im. Stefana Czarnieckiego. W dniu 25 września 1992 roku Rozporządzeniem Rady Ministrów w sprawie zniesienia Wyższej Szkoły Oficerskiej Wojsk Pancernych i Wyższej Oficerskiej Szkoły Samochodowej, które przestały funkcjonować odpowiednio 30 września 1993 roku oraz 30 września 1992 roku, przejściowo zakończono kształcenie oficerów „broni pancernej” w Poznaniu, by powrócić do tego kształcenia podobnie jak wcześniej, na poziomie wyższym po dwóch latach tj. w 1994 roku w Wyższej Szkole Oficerskiej im. Stefana Czarnieckiego.
W 2003 roku na mocy Decyzji Ministra Obrony Narodowej z dnia 27 sierpnia Wyższa Szkoła Oficerska Wojsk Lądowych we Wrocławiu przyjęła imię patrona - generała Tadeusza Kościuszki. W wyniku redukcji wojskowego szkolnictwa wyższego zniesiono w latach dziewięćdziesiątych i na początku lat dwutysięcznych dziewięć wyższych szkół oficerskich i jedną akademię. W efekcie reformy Wyższa Szkoła Oficerska Wojsk Lądowych imienia generała Tadeusza Kościuszki, a następnie od 1 października 2017 Akademia Wojsk Lądowych imienia generała Tadeusza Kościuszki przejęły kształcenie i szkolenie kandydatów na żołnierzy zawodowych po siedmiu zniesionych uczelniach w blisko trzydziestu korpusach i grupach osobowych oraz specjalnościach wojskowych. Zasadniczym zadaniem Akademii jest przygotowywanie kadr dowódczych (liderów) dla potrzeb Sił Zbrojnych RP, a w szczególności Wojsk Lądowych oraz realizacja procesu badań naukowych, a także prowadzenie doktorantów i nadawanie stopni naukowych doktora.

## Tradycje i rodowód Akademii Wojsk Lądowych im. gen. Tadeusza Kościuszki

### I i II RP
- Szkoła Rycerska w Warszawie – szkoła państwowa (rok założenia 1765). Pierwszy Komendant Marszałek Trybunału Litewskiego, dowódca Gwardii Litewskiej oraz generał Ziem Podolskich Książę Adam Kazimierz Czartoryski;
- Szkoła Podchorążych Piechoty w Komorowie/Ostrowi Mazowieckiej (rok założenia 1917). Pierwszy Komendant kapitan Sztabu Generalnego Marian Kukiel, ostatni Komendant płk piech. Marian Stanisław Raganowicz 1939.

### Po II wojnie światowej
- Oficerska Szkoła Piechoty nr 1 swoją działalność rozpoczęła w 1947 roku w wyniku reorganizacji Oficerskiej Szkoły Piechoty i Kawalerii Nr 1. W tym samym roku Szkołę przeniesiono do Wrocławia. W 1953 roku Szkoła otrzymała imię Tadeusza Kościuszki. Lata funkcjonowania pod tą nazwą 1947 – 1962;
- Oficerska Szkoła Wojsk Zmechanizowanych im. Tadeusza Kościuszki. Lata funkcjonowania pod tą nazwą: 1962 – 1967;
- Wyższa Szkoła Oficerska Wojsk Zmechanizowanych im. Tadeusza Kościuszki. Lata funkcjonowania pod tą nazwą: 1967 – 1994;
- Wyższa Szkoła Oficerska Wojsk Inżynieryjnych im. gen. Jakuba Jasińskiego. Lata funkcjonowania pod tą nazwą: 1967 – 1990;
- Wyższa Szkoła Oficerska Wojsk Chemicznych im. Stanisława Ziaji. Lata funkcjonowania pod tą nazwą: 1967 – 1990;
- Wyższa Szkoła Oficerska Inżynierii Wojskowej im. gen. Jakuba Jasińskiego powstała po połączeniu Wyższej Szkoły Wojsk Inżynieryjnych im. gen. Jakuba Jasińskiego z Wyższą Szkołą Oficerską Wojsk Chemicznych im. Stanisława Ziaji. Lata funkcjonowania pod tą nazwą: 1990 – 1994;
- Wyższa Szkoła Oficerska im Tadeusza Kościuszki powstała w wyniku połączenia Wyższej Szkoły Oficerskiej Wojsk Zmechanizowanych im. Tadeusza Kościuszki z Wyższą Szkołą Oficerską Inżynierii Wojskowej im. gen. Jakuba Jasińskiego. Lata funkcjonowania pod tą nazwą: 1994 – 2002;
- Wyższa Szkoła Oficerska Wojsk Pancernych im. Stefana Czarnieckiego. Lata funkcjonowania pod tą nazwą: 1967 -1993;
- Wyższa Szkoła Oficerska Służb Kwatermistrzowskich im. Mariana Buczka. Lata funkcjonowania pod tą nazwą: 1971 – 1994;
- Wyższa Szkoła Oficerska im. Stefana Czarnieckiego powstała w wyniku połączenia Wyższej Szkoły Oficerskiej Służb Kwatermistrzowskich i Centrum Szkolenia Wojsk Lądowych. Lata funkcjonowania pod tą nazwą: 1994 – 2002;
- Wyższa Szkoła Oficerska Wojsk Rakietowych i Artylerii im. gen. J. Bema. Lata funkcjonowania pod tą nazwą: 1967 – 1994;
- Wyższa Szkoła Oficerska im. J. Bema. Lata funkcjonowania pod tą nazwą: 1994 – 2002;
- Wyższa Szkoła Oficerska Wojsk Lądowych we Wrocławiu (od 27 sierpnia 2003 roku imienia generała Tadeusza Kościuszki), powstała w wyniku połączenia Wyższej Szkoły Oficerskiej im. Tadeusza Kościuszki z Wyższą Szkołą Oficerską im. Stefana Czarnieckiego i z Wyższą Szkołą Oficerską im. J. Bema. Lata funkcjonowania pod tą nazwą: 2002 – 2010;
- Wyższa Szkoła Oficerska Wojsk Lądowych imienia generała Tadeusza Kościuszki. Lata funkcjonowania pod tą nazwą: 2010 – 2017;
- Akademia Wojsk Lądowych imienia generała Tadeusza Kościuszki. Rok utworzenia poprzez zmianę statusu uczelni z zawodowego na akademicki 2017.

W latach 2002–2004 podchorążowie i słuchacze, którzy rozpoczęli kształcenie (szkolenie) w Wyższej Szkole Oficerskiej im. Stefana Czarnieckiego i w Wyższej Szkole Oficerskiej im. J. Bema, kontynuowali naukę na wydziałach zamiejscowych Wyższej Szkoły Oficerskiej Wojsk Lądowych we Wrocławiu imienia generała Tadeusza Kościuszki. W Poznaniu kształcenie i szkolenie realizował Wydział Logistyki i Wojsk Pancernych, a w Toruniu Wydział Wojsk Rakietowych i Artylerii. Wydziały swoją działalność realizowały do 2004 roku.
Wyższa Szkoła Oficerska Wojsk Lądowych imienia generała Tadeusza Kościuszki, a następnie Akademia Wojsk Lądowych przejęły kształcenie podchorążych i słuchaczy kursów w korpusie osobowym przeciwlotniczym - grupa osobowa artylerii przeciwlotniczej po zniesionej Wyższej Szkole Oficerskiej Wojsk Obrony Przeciwlotniczej im. por. Mieczysława Kalinowskiego oraz w korpusie osobowym łączności – grupa osobowa eksploatacji systemów łączności po zniesionej Wyższej Szkole Oficerskiej Wojsk Łączności im. płk. Bolesława Kowalskiego, pseudonim „Ryszard”.
Akademia Wojsk Lądowych dziedziczy tradycje Szkoły Podchorążych Piechoty w Komorowie/Ostrowi Mazowieckiej.

### Inauguracja działalności Akademii Wojsk Lądowych im. gen. Tadeusza Kościuszki
1 października 2017 roku uczelnia w wyniku spełnienia wymogów ustawowych dla akademii  przyjęła nazwę Akademia Wojsk Lądowych imienia generała Tadeusza Kościuszki (AWL) na podstawie rozporządzenia Ministra Obrony Narodowej z dnia 30 czerwca 2017 roku.
2 października 2017 roku w Narodowym Forum Muzyki we Wrocławiu odbyła się immatrykulacja nowego roku akademickiego, na którą przybyli przedstawiciele władz państwowych na czele z członkiem Rady Ministrów i Szefem Gabinetu Politycznego Beatą Szydło oraz minister  Elżbietą Witek, a także ówczesnym podsekretarzem stanu w Ministerstwie Obrony Narodowej prof. Wojciechem Fałkowskim oraz przedstawicielami władz wojewódzkich, samorządowych i duchowieństwa na czele z Metropolitą Wrocławskim abp Józefem Kupnym.
W uroczystości inaugurującej nowy rok akademicki i działanie Akademii Wojsk Lądowych udział wzięli rektorzy uczelni wyższych Wrocławia, Opola i Zielonej Góry oraz liczne delegacje partnerskich uczelni zagranicznych, a wśród nich delegacja Akademii Wojskowej Stanów Zjednoczonych w West Point. Wśród zaproszonych gości był również Ambasador Chińskiej Republiki Ludowej w Polsce Xu Jian oraz przedstawiciele Wojskowego Korpusu Dyplomatycznego akredytowani w Polsce.
W trakcie uroczystości zawarto umowę o współpracy z United States Military Academy w West Point. Wykład  inauguracyjny wygłosił gen. broni rez. Robert L. Caslen.
Absolwenci w imieniu Prezydenta Rzeczypospolitej Polskiej promowani są na pierwszy stopień oficerski.

### Insygnia Akademii Wojsk Lądowych im. gen. Tadeusza Kościuszki

#### Odznaki
Wraz ze zmianą statusu uczelni, zmianie uległ system identyfikacji wizualnej. Klasyczna stylistyka godła nawiązuje do odznaki absolwenckiej Szkoły Podchorążych Piechoty w Komorowie/Ostrowi Mazowieckiej projektu artysty podchorążego Karola Kuźmińskiego, której tradycje Akademia dziedziczy. Motto „Veritas, Honor, Patria” („Prawda, Honor, Ojczyzna”).

Insygnia AWL
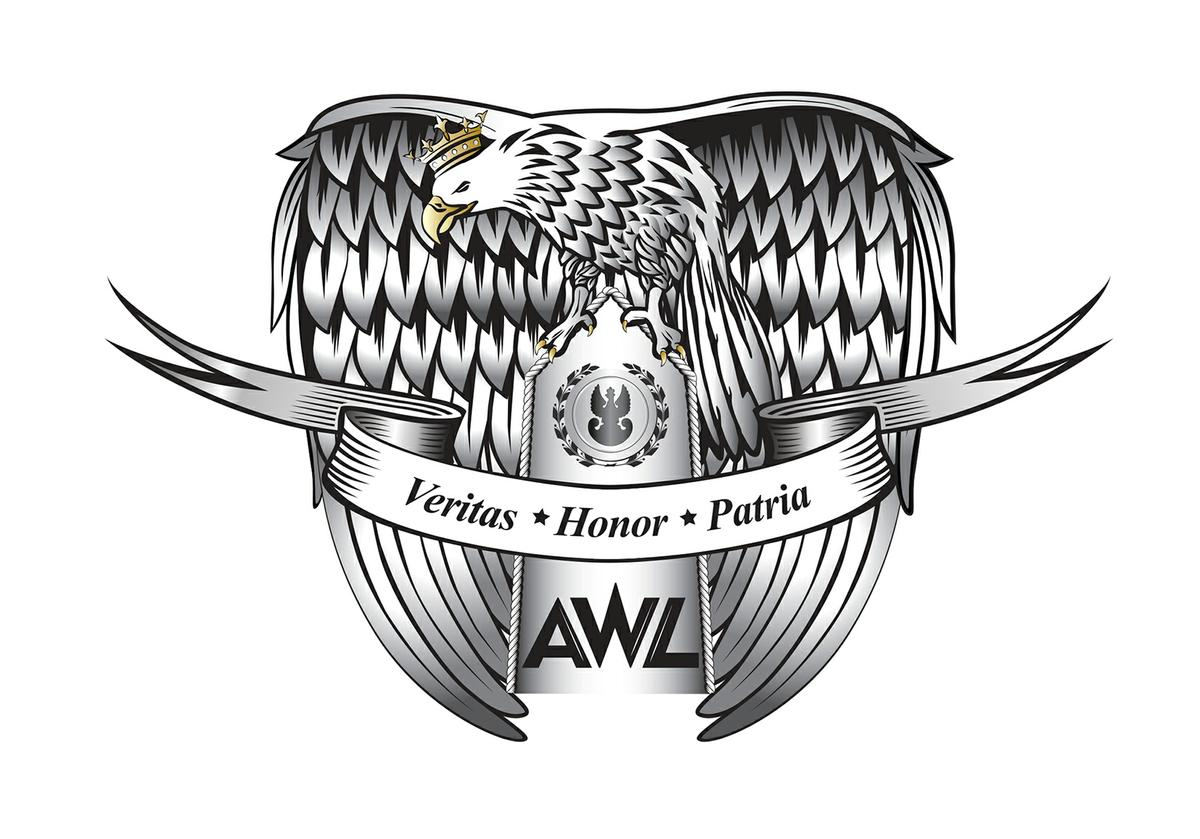
Godło
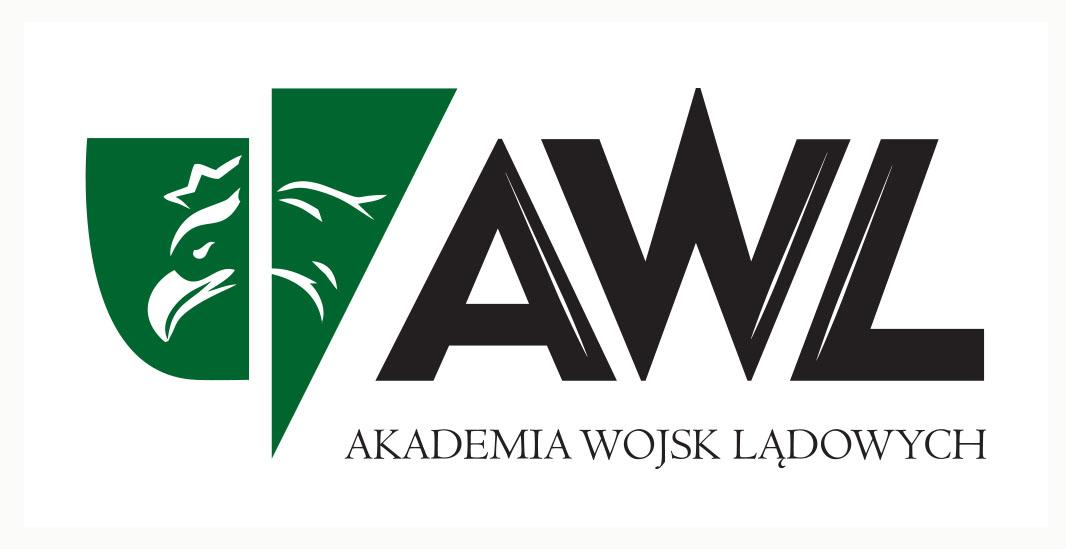
Logo
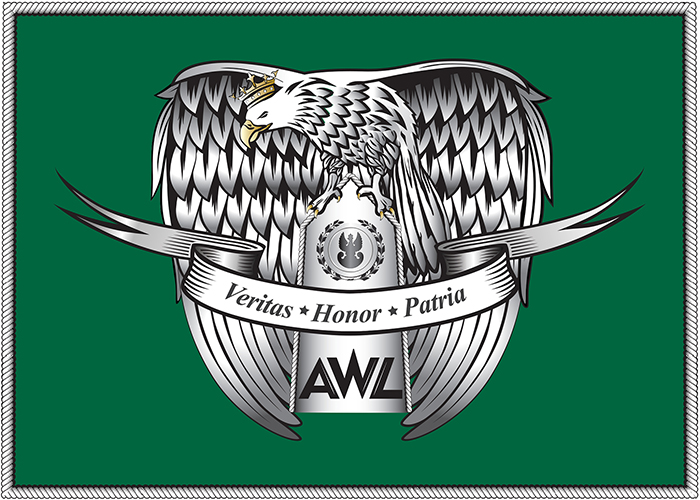
Flaga
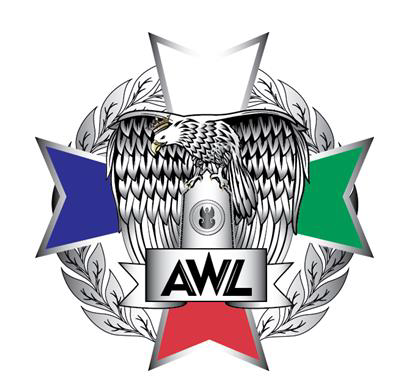
Odznaka pamiątkowa
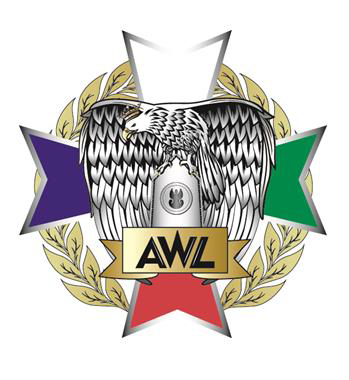
Odznaka okolicznościowa
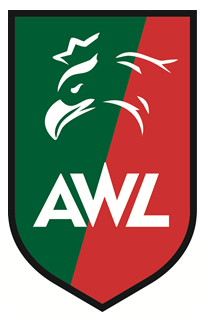
Oznaka rozpoznawcza na mundur wyjściowy
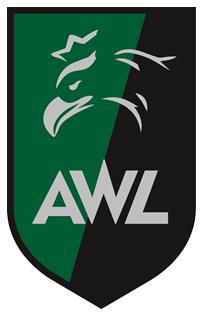
Oznaka rozpoznawcza na mundur polowy
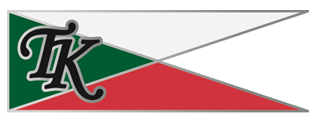
Proporczyk na beret na mundur wyjściowy
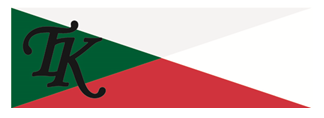
Proporczyk na beret na mundur polowy
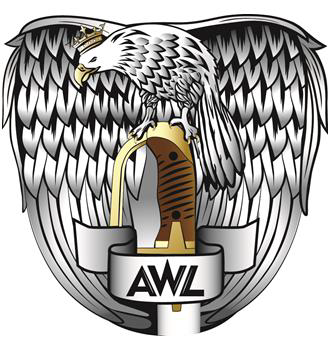
Odznaka absolwenta pięcioletnich studiów wojskowych
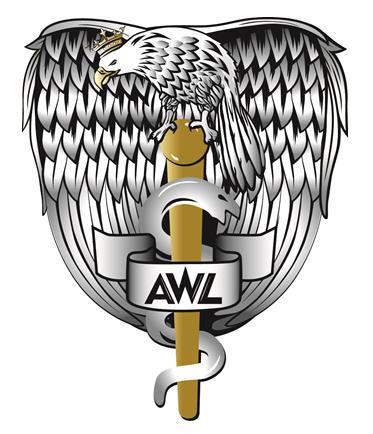
Odznaka absolwenta sześcioletnich studiów medycznych – korpusu osobowego medycznego
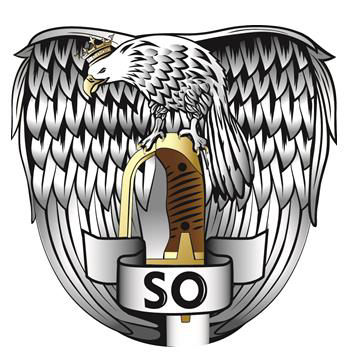
Odznaka absolwenta studium oficerskiego

#### Sztandar
Na podstawie art. 10 ust. 1 Ustawy z dnia 19 lutego 1993 r. o znakach Sił Zbrojnych RP na wniosek Ministra Obrony Narodowej 5 września 2018 r. Prezydent Rzeczypospolitej Polskiej Andrzej Duda nadał Akademii Wojsk Lądowych sztandar jako znak uosabiający Rzeczpospolitą Polską, symbol najwyższej wartości, sławy wojennej i tradycji oraz wierności, honoru i męstwa, których Ojczyzna wymaga od swoich żołnierzy. Uroczystość wręczenia sztandaru odbyła się 28 listopada 2018 r. na placu Wolności we Wrocławiu. Matką Chrzestną sztandaru została córka rotmistrza Witolda Pileckiego Zofia Pilecka-Optułowicz. Aktu wręczenia sztandaru  dokonał Sekretarz Stanu w Ministerstwie Obrony Narodowej Tomasz Zdzikot. Na uroczystości wręczenia sztandaru przybyli przedstawiciele władz państwowych, samorządowych, duchowieństwa i generalicja oraz przedstawiciele uczelni wyższych, a także mieszkańcy Wrocławia.

### Działalność naukowa
W Akademii Wojsk Lądowych imienia generała Tadeusza Kościuszki prowadzone są badania naukowe w następujących dziedzinach nauki oraz dyscyplinach naukowych:
- dziedzina nauk inżynieryjno-technicznych: inżynieria lądowa i transport;
- dziedzina nauk społecznych: nauki o bezpieczeństwie; nauki o zarządzaniu i jakości.

Naukowcy Akademii zostali docenieni za swoje osiągnięcia na międzynarodowych festiwalach i wystawach naukowych. Do najważniejszych należą: Złoty Medal Międzynarodowego Festiwalu Wynalazków Silicon Valley, Srebrny Medal Innowacyjności Międzynarodowej Wystawy Innowacji i Wynalazczości w Genewie i Złoty Medal Międzynarodowej Wystawy International Invention Design Competition w Hongkongu.

### Wydawnictwo naukowe
Akademia Wojsk Lądowych możliwość publikowania wyników badań. Uczelnia prowadzi wydawnictwo, w którym szczególne miejsce zajmują recenzowane czasopisma naukowe wydawane w otwartym dostępie takie jak: The Voice of Security Awareness – VoSA, Roczniki Studenckie Akademii Wojsk Lądowych oraz Scientific Journal of the Military University of Land Forces (SJMULF). Aktualnie za publikację  w SJMULF przysługuje czterdzieści punktów zgodnie z Komunikatem Ministra Nauki i Szkolnictwa Wyższego z dnia 17 lipca 2023 r.  w sprawie wykazu czasopism naukowych i recenzowanych materiałów z konferencji międzynarodowych wraz z przypisaną liczbą punktów. Ponadto czasopismo jest indeksowane w wielu prestiżowych zagranicznych bazach między innymi takich jak: DOAJ, ERIH Plus czy EBSCO.

## Kierunki kształcenia

### Studia wojskowe
Wydział Nauk o Bezpieczeństwie:
- Inżynieria bezpieczeństwa (kształcenie podchorążych na studiach inżynierskich i magisterskich w grupach osobowych: saperska, przeprawowa; drogowo-mostowa.

Wydział Zarządzania:
- Logistyka (kształcenie podchorążych na studiach inżynierskich w grupie osobowej: ogólnologistyczna.
- Zarządzanie (kształcenie podchorążych na studiach magisterskich po ukończeniu studiów wojskowych I stopnia w AWL na kierunkach: Dowodzenie i Logistyka. Kształcenie wojskowe jest kontynuacją kształcenia w grupach osobowych: pancerno-zmechanizowana; aeromobilna; rozpoznania ogólnego;  artylerii przeciwlotniczej; rakietowa i artylerii; rozpoznanie i likwidacji skażeń; ogólnologistyczna; materiałowa).
- Dowodzenie (kształcenie podchorążych na jednolitych studiach magisterskich w grupach osobowych: pancerno-zmechanizowana; aeromobilna; rozpoznania ogólnego; artylerii przeciwlotniczej; rakietowa i artylerii; rozpoznanie i likwidacji skażeń).

Od 1 października 2020 roku kierunek studiów Dowodzenie (specjalność dowodzenie pododdziałami) jako jednolite pięcioletnie studia magisterskie.

### Studia cywilne
Wydział Nauk o Bezpieczeństwie:
- Inżynieria bezpieczeństwa (studia I i II stopnia)
- Bezpieczeństwo narodowe (studia I i II stopnia)

Wydział Zarządzania:
- Zarządzanie (studia I i II stopnia)
- Logistyka (studia I stopnia)
- Informatyka (studia I stopnia)

W uczelni prowadzone są także studia podyplomowe, kształcenie w ramach studium oficerskiego dla absolwentów cywilnych szkół wyższych oraz kursy kwalifikacyjne i doskonalące dla żołnierzy wszystkich rodzajów wojsk, a także kursy przeszkalania kadr rezerwy.
Ponadto Akademia Wojsk Lądowych posiada uprawnienia nadane przez Centralną Komisję do Spraw Stopni i Tytułów do nadawania stopnia naukowego doktora w dziedzinie nauk społecznych w dyscyplinie naukowej: nauki o zarządzaniu i jakości oraz stopnia naukowego doktora w dziedzinie nauk społecznych w dyscyplinie naukowej: nauki o bezpieczeństwie.

## Współpraca międzynarodowa
Akademia prowadzi współpracę międzynarodową z pięćdziesięcioma siedmioma zagranicznymi ośrodkami akademickimi. Do najważniejszych dokonań w obszarze rozszerzania współpracy międzynarodowej należą:
- nawiązanie współpracy oraz podpisanie dwustronnych porozumień z uczelniami amerykańskimi (United States Military Academy West Point, University of North Georgia(inne języki), University of Charleston(inne języki) oraz Virginia Military Institute), które skutkują wymianą wojskową i akademicką. Akademia zainicjowała także współpracę z Massachusetts Institute of Technology (MIT), celem której jest między innymi udział podchorążych w zawodach projektowych odbywających się między kadetami USMA West Point, a studentami MIT;
- realizacja dwóch międzynarodowych projektów Partnerstwa Strategicznego, w których     liderem była AWL („Creating international semester regarding military     education needs for future officers in Europe” - realizowany z uczelniami wojskowymi z Austrii, Czech, Węgier i Rumunii oraz „International Military Leadership Academy” - realizowany z akademiami wojskowymi z Portugalii i Grecji);
- nawiązanie współpracy z kanadyjskim Royal Military College – Saint Jean(inne języki), której celem jest wymiana studentów wojskowych;
- rozwijanie współpracy z Akademią Wojskową im. Hetmana Piotra Sahajdacznego we Lwowie.

Współpraca Akademii między innymi z United States Military Academy w West Point daje podchorążym możliwość sprawdzenia swoich umiejętności wojskowych w corocznych międzynarodowych zawodach użyteczno-bojowych Sandhurst organizowanych przez tę uczelnię.
System Kształtowania Przywódców wdrożony w Akademii Wojsk Lądowych oparty został na celowej integracji rozwoju poszczególnych cech osobowościowych oraz kompetencji merytorycznych, sprawnościowych i społecznych, nabywanych przez podchorążych w toku studiów. System ten oparty jest na doświadczeniach amerykańskich, który działa obecnie w ramach „West Point Leader Development System”w United States Military Academy West Point.
W wyniku wizyty w Akademii Wojsk Lądowych Superintendenta Korea Military Academy, gen. broni Kim Wan-tae, któremu towarzyszył attaché obrony Republiki Korei w Polsce ppłk Hong Soon-shin oraz rewizycie Rektora-Komendanta gen. bryg. dr hab. inż. Dariusza Skorupki w Seulu, współpraca z  tą azjatycką uczelnią zaczęła owocować wspólnymi projektami edukacyjnymi i naukowymi.
Akademia Wojsk Lądowych zainicjowała także współpracę dwustronną z kolejną azjatycka uczelnią National Defence Academy of Japan między innymi w celu wymiany studentów oraz wymiany doświadczeń w zakresie cyberbezpieczeństwa.

## Baza dydaktyczno-szkoleniowa
Elementy bazy dydaktyczno-szkoleniowe:
- System symulacji taktycznej PACAST;
- System symulacji taktycznej  VBS 3;
- Kompleksowy symulator taktyczny plzmot. „ASTER”;
- Urządzenie szkolno-treningowe ŚNIEŻNIK;
- Laserowy symulator strzelań (LSS);
- Symulator do szkolenia kierowców KTO Rosomak „JASKIER”;
- Trenażer BESKID 2M/K (zmodernizowany);
- Trenażer ORTLES 3M/Z;
- Strzelnica kontenerowa;
- Laboratorium przywództwa, które zostało wyposażone między innymi w nowoczesne urządzenie skaningowe diagnostyki termoregulacyjnej do badania procesów osobowościowych lidera oraz w okulograf do określania predyspozycji dowódcy w zakresie podejmowania decyzji;
- Laboratorium zarządzania dronami w działaniach taktycznych, które ulokowane jest w nowym specjalnie przygotowanym obiekcie;
- Laboratorium szybkich napraw BDR (Battlefield Damage Repair);
- Laboratorium RFID (identyfikacji radiowej).

## Podstawowe jednostki organizacyjne
Komenda
Senat
Pion dydaktyczny:
Wydział Zarządzania:
- Instytut Zarządzania:
  - Zakład zarządzania;
  - Zakład ekonomii;
  - Zakład metodologii badań.
- Instytut Przywództwa:
  - Zakład teorii przywództwa;
    - Laboratorium przywództwa;

  - Zakład etosu i kształtowania postaw patriotycznych i obywatelskich;
  - Zakład analiz i badań społecznych.
- Katedra Logistyki;
- Katedra Zarządzania Innowacyjnymi Projektami:
  - Laboratorium zarządzania dronami w działaniach taktycznych.

Wydział Nauk o Bezpieczeństwie:
- Instytut Bezpieczeństwa Narodowego:
  - Zakład bezpieczeństwa publicznego;
  - Zakład bezpieczeństwa narodowego;
  - Zakład działań kryzysowych.
- Instytut Inżynierii Bezpieczeństwa:
  - Zakład bezpieczeństwa i ratownictwa technicznego;
  - Zakład podstaw nauk technicznych;
  - Zakład bezpieczeństwa w cyberprzestrzeni.
- Katedra Bezpieczeństwa Personalnego.

Wydział Dowodzenia:
- Zakład wojsk pancernych i zmechanizowanych;
- Zakład rozpoznania i wojsk aeromobilnych;
- Zakład wsparcia bojowego;
- Zakład teorii i praktyki strzelań;
- Zakład symulacji taktycznych;
- Zakład łączności;
- Zakład obrony terytorialnej;
- Zakład działań specjalnych (od 01.10.2020 r.).

Zakład Wychowania Fizycznego i Sportu (międzywydziałowa jednostka org.);
Zespół Dydaktyki (międzywydziałowa jednostka org.);
Studium Języków Obcych (międzywydziałowa jednostka org.).
Oddział Koordynacji Kształcenia i Szkolenia
Pion naukowy:
- Oddział koordynacji badań naukowych;
- Centrum transferu technologii;
- Biblioteka.

Pion prorektora ds. studenckich:
- Biuro obsługi studentów;
- Wydział współpracy międzynarodowej i komunikacji społecznej.

Pion prorektora ds. wojskowych:
- Pion ogólny:
  - Pododdziały szkolne;
  - Sekcja operacyjna.
- Pion ochrony informacji niejawnych;
- Wydział personalny;
- Wydział wychowawczy.

Pion kanclerza:
- Pion logistyki:
  - Wydział zabezpieczenia logistycznego;
  - Wydział infrastruktury;
  - Sekcja służby zdrowia.
- Pion głównego księgowego

## Nagrody i wyróżnienia
- Flaga Rzeczypospolitej Polskiej – 2007;
- Odznaka Honorowa Złota Zasłużony dla Województwa Dolnośląskiego – 2013[10]
- Nagroda „Benemerenti”  – 2014[11]
- Order Kapituły z Gwiazdą (kapituła Kanoników przy bazylice św. Elżbiety we Wrocławiu) – 2015;
- Medal Pro Patria[12]  – 2016;
- Krzyż XXX-lecia Ordynariatu Polowego[13];
- medal „Pro Bono Poloniae” 2023[14];
- Złoty Krzyż Związku Piłsudczyków RP[15].

## Kadra i absolwenci szkoły
Komendanci-rektorzy:
- gen. bryg. dr Andrzej Muth (6 IX 2002 – 2 IX 2005)
- gen. bryg. Kazimierz Jaklewicz (2 IX 2005 – 15 XII 2010)
- cz. p.o. płk prof. dr hab. Mariusz Wiatr (15 XII 2010 – 25 III 2011)
- płk/gen. bryg. prof. dr hab. Mariusz Wiatr (25 III 2011 – 13 XII 2015)
- cz. p.o. płk dr Piotr Pertek (13 XII 2015 – 25 I 2016)
- płk/gen. bryg. prof. dr hab. inż. Dariusz Skorupka (25 I 2016 – 30 IX 2021)
- gen. bryg. dr hab. Piotr Płonka (1 X 2021 – 29 II 2024)[17][18]
- gen. broni w st. spocz. dr Marek Tomaszycki (29 II 2024 – obecnie)[3]

Kadra profesorska (2023)
- dr hab. Piotr Płonka
- dr hab. inż. Barbara Kaczmarczyk
- dr hab. Tadeusz Marczak
- dr hab. Izabela Nowicka
- dr Aneta Kazanecka

 Absolwenci 

## Przekształcenia
Oficerska Szkoła Piechoty nr 1 (1947–1962) → Oficerska Szkoła Wojsk Zmechanizowanych im. Tadeusza Kościuszki (1962–1967) → Wyższa Szkoła Oficerska Wojsk Zmechanizowanych (1967–1994) → Wyższa Szkoła Oficerska im. Tadeusza Kościuszki (1994–2002) → Wyższa Szkoła Oficerska Wojsk Lądowych we Wrocławiu (2002–2010) → Wyższa Szkoła Oficerska Wojsk Lądowych imienia generała Tadeusza Kościuszki (2010–2017) → Akademia Wojsk Lądowych im. generała Tadeusza Kościuszki (2017–obecnie)

## Podstawy prawne
- Ustawa z dnia 31 marca 1965 roku o wyższym szkolnictwie wojskowym
- Rozporządzenie Rady Ministrów z dnia 23 marca 1967 roku w sprawie utworzenia wyższych szkół oficerskich
- Ustawa z dnia 21 listopada 1967 roku o powszechnym obowiązku obrony Rzeczypospolitej Polskiej
- Rozporządzenie Rady Ministrów z dnia 29 września 1971 roku w sprawie utworzenia Wyższej Szkoły Oficerskiej Służb Kwatermistrzowskich im. Mariana Buczka
- Rozporządzenie Rady Ministrów z dnia 21 maja 1990 roku w sprawie utworzenia Akademii Obrony Narodowej i Wyższej Szkoły Oficerskiej Inżynierii Wojskowej oraz zniesienia Wojskowej Akademii Politycznej
- Rozporządzenie Rady Ministrów z dnia 25 września 1992 roku w sprawie zniesienia Wyższej Szkoły Oficerskiej Wojsk Pancernych i wyższej Oficerskiej Szkoły Samochodowej
- Rozporządzenie Rady Ministrów z dnia 7 czerwca 1994 roku w sprawie zniesienia dotychczasowych wyższych szkół oficerskich oraz utworzenia wyższych szkół oficerskich
- Rozporządzenie Rady Ministrów z dnia 18 grudnia 2001 roku w sprawie zniesienia niektórych wyższych szkół oficerskich oraz utworzenia Wyższej Szkoły Oficerskiej Wojsk Lądowych we Wrocławiu
- Rozporządzenie Ministra Obrony Narodowej z dnia 30 czerwca 2017 roku w sprawie zmiany nazwy Wyższej Szkoły Oficerskiej Wojsk Lądowych imienia generała Tadeusza Kościuszki
- Ustawa z dnia 27 lipca 2005 roku Prawo o szkolnictwie wyższym
- Decyzja Nr 63/MON z dnia 13 czerwca 2018 r. w sprawie wprowadzenia odznaki pamiątkowej, odznaki okolicznościowej, odznak absolwentów, oznaki rozpoznawczej oraz proporczyka na beret żołnierzy Akademii Wojsk Lądowych imienia generała Tadeusza Kościuszki
- Ustawa z dnia 20 lipca 2018 roku Prawo o szkolnictwie wyższym i nauce
- Akt nadania przez Prezydenta Rzeczypospolitej Polskiej Andrzeja Dudę Akademii Wojsk Lądowych imienia generała Tadeusza Kościuszki Sztandaru jako znaku uosabiającego Rzeczpospolitą Polską, symbol najwyższej wartości, sławy wojennej i tradycji oraz wierności, honoru i męstwa, których Ojczyzna wymaga od swych żołnierzy, Warszawa dnia 5 września 2018 roku
- Ustawa z dnia 11 marca 2022 r. o obronie Ojczyzny